# Beweislast
Der Begriff Beweislast beschreibt, wer in einem Verfahren vor einer Verwaltungsbehörde oder einem Gericht das Risiko der Nichterweislichkeit einer Tatsache (non liquet) trägt. Sie ist von der Darlegungslast zu unterscheiden. 

## Materielle und formelle Beweislast
Die Rechtswissenschaft unterscheidet zwischen der formellen/subjektiven und der materiellen/objektiven Beweislast. Die formelle Beweislast trägt derjenige, der in einem bestimmten Stadium eines behördlichen oder gerichtlichen Verfahrens Beweis für eine Tatsache anbieten muss. Die materielle Beweislast trägt hingegen die Person, zu deren Lasten die Nichterweislichkeit der Tatsache geht. Im Zivilrecht fallen formelle und materielle Beweislast zumeist in einer Person zusammen. Ausnahmen bestehen insbesondere in Verfahren, in denen der Amtsermittlungsgrundsatz gilt, wie etwa im Steuerrecht. Beispiel:

„Im Besteuerungsverfahren ist das Finanzamt verpflichtet, den gesamten Sachverhalt nach Maßgabe von § 88 Absatz 1 AO zu ermitteln. Es trägt damit fast immer die formelle Beweislast. Es trägt auch die materielle Beweislast dafür, ob sich eine steuerbegründende Tatsache ermitteln lässt. Kann das Finanzamt eine steuermindernde Tatsache nicht ermitteln, geht das aber zu Lasten des Steuerpflichtigen. Dieser trägt die materielle Beweislast.“

## Grundsätze der Beweislastverteilung
Das deutsche Recht enthält keine ausdrückliche allgemeine Regel hinsichtlich der Beweislastverteilung. Es gibt jedoch allgemein anerkannte Grundsätze.

### Zivilprozess und Arbeitsgerichtsverfahren
Normalerweise trägt jede Partei im Zivilprozess die „Beweislast“ für die Tatsachen, die zu den Anwendungsvoraussetzungen einer für sie günstigen Rechtsnorm gehören. Dies gilt sowohl für positive wie auch für negative Anwendungsvoraussetzungen. Das gleiche Prinzip kommt auch im Arbeitsgerichtsverfahren zur Anwendung. Beispiel:

„Eine Person hat einer anderen Person versehentlich Geld überwiesen. Sie verlangt nun die Rückzahlung des Geldes aus § 812 Absatz 1 Satz 1 Variante 1 BGB. Nach dieser Rechtsnorm ist derjenige zur Rückzahlung ("Herausgabe") verpflichtet, der durch die Leistung eines anderen etwas ohne Rechtsgrund erlangt hat. Der Anspruchsteller muss nun nicht nur beweisen, dass der Anspruchsgegner etwas durch seine Leistung erlangt hat, sondern auch, dass es dafür keinen Rechtsgrund gibt. Behauptet nun der Anspruchsgegner, dass er der Anspruchsteller ihm das Geld geschenkt hat, trägt der Anspruchsteller die Beweislast dafür, dass keine Schenkung vorliegt.“

### Strafprozess
Im Strafrecht gilt, das zunächst die Staatsanwaltschaft und sodann das Gericht den Sachverhalt von Amts wegen ermittelt. Kann eine für die Verurteilung erforderliche Tatsache nicht ermittelt werden, ist der Angeklagte freizusprechen. Die formelle Beweislast hat vor diesem Hintergrund keine Bedeutung. Zum Teil sträubt sich die Rechtswissenschaft überhaupt von Beweislast im Strafprozess zu sprechen. Die materielle Beweislast liegt hingegen wegen des Grundsatzes in dubio pro reo niemals bei Angeklagten. Ob es sich bei diesem Grundsatz um eine Beweislast- oder Entscheidungsregel handelt, ist in der Rechtswissenschaft allerdings umstritten. In Rechtsordnungen, in denen kein Amtsermittlungsgrundsatz im Strafverfahren gilt, kommt zumeist ein Grundsatz des römischen Rechts zur Anwendung, wonach auch die formelle Beweislast beim Ankläger liegt (necessitas probandi incumbit ei qui agit).
Außerhalb des eigentlichen Strafverfahrens kann das Straf(verfahrens)recht die Beweislast einer Partei ausdrücklich zuweisen. Dies geschieht etwa beim selbstständigen Einziehungsverfahren zur Einziehung von Vermögenswerten, deren Herkunft unklar ist.

### Verwaltungsgerichtsverfahren und Sozialgerichtsverfahren
Bei anderen Gerichtsverfahren, in denen der Amtsermittlungsgrundsatz gilt, kommt der formellen Beweislast zumeist keine eigenständige Bedeutung zu. Die materielle Beweislast hängt grundsätzlich davon ab, ob der Bürger eine Leistung begehrt oder die Verwaltung eine Rechtsposition des Bürgers eingreifen möchte. Will etwa eine Behörde eine Abrissverfügung für ein nach ihrer Auffassung baurechtswidriges Gebäude erlassen, trifft sie die Beweislast dafür, dass das Gebäude auch baurechtswidrig ist. Will hingegen ein Bürger eine Subvention erlangen, trägt er die materielle Beweislast dafür, dass die Voraussetzungen hierfür vorliegen.

### Finanzgerichtsverfahren
Im Finanzverfahren spielt die formelle Beweislast wie in anderen Verwaltungsverfahren grundsätzlich keine Rolle. Für die materielle Beweislast ist indes maßgeblich, ob das anzuwendende Steuergesetz für den Steuerpflichtigen oder für die Finanzbehörde günstig ist.

## Beweislastumkehr
Das materielle Recht kehrt die Beweislast abweichend von den obigen Grundsätzen in einigen Fällen um. Dies geschieht durch die konkrete Formulierung einer Rechtsnorm. Enthält eine Rechtsnorm im Zivilrecht Formulierungen wie „es sei denn“ oder „das gilt nicht“, bringt dies zum Ausdruck, dass das nachfolgende Tatbestandsmerkmal nicht vom Anspruchssteller zu beweisen ist, sondern vom Anspruchsgegner. Beispiel:
Bei dieser Rechtsnorm muss der Anspruchssteller beweisen, dass der Anspruchsgegner eine Pflicht aus einem Schuldverhältnis verletzt hat und hierdurch ein Schaden entstanden ist. Der Anspruchsgegner trägt hingegen die Beweislast dafür, dass er die Pflichtverletzung nicht zu vertreten hat.
Einzelne gesetzliche Normen legen auch ausdrücklich eine Beweislastumkehr fest. Beispiele hierfür sind § 363 BGB, § 477 BGB, § 2336 Absatz 3 BGB oder § 3a Absatz 2 EStG. Weitere Arten der Beweislastumkehr finden sich im Arzthaftungsrecht und im Produkthaftungsrecht.
Keine Formen der Beweislastumkehr stellen hingegen die tatsächliche Vermutung und der Anscheinsbeweis dar. In beiden Fällen wird lediglich eine bestimmte Tatsache vermutet. Kann die Vermutung erschüttert werden, obliegt es weiterhin der beweisbelasteten Partei, den Beweis zu erbringen.